# Flensburg (Radar)
Das FuG 227 „Flensburg“ war ein Funkmessortungsgerät (Radarempfänger), das Anfang 1944 von Siemens für die deutsche Luftwaffe entwickelt wurde.
Der Frequenzbereich der Variante FuG 227 I reichte von 170 bis 220 MHz. Die Antennen waren an den Tragflächenenden befestigt. Damit war es den deutschen Nachtjägern möglich, sich auf das britische Rückwärtswarngerät „Monica“ aufzuschalten und die RAF-Bomber zu verfolgen.
Am 13. Juli 1944 landete ein mit einem „Flensburg“-Gerät ausgerüsteter Nachtjäger vom Typ Ju 88 G-1, Verbandskennzeichen 4R+UR, versehentlich auf dem RAF-Fliegerhorst Woodbridge. Bei der Untersuchung wurde die Wirkungsweise von „Flensburg“ erkannt und „Monica“ sofort aus allen britischen Bombern ausgebaut.